# Noe Ito

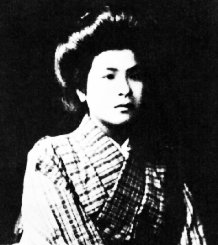
Noe Ito.

Noe Itō, japanska: 伊藤 野枝, född 21 januari 1895 i Fukuoka i Japan, död 16 september 1923 i Tokyo, var en japansk samhällskritisk författare, anarkist och feminist.

## Biografi
Noe Ito var dotter till en kakeltillverkare. Hon gifte sig ung i ett arrangerat äktenskap och gick på flickskola i Tokyo. Där hjälpte hennes lärare och framtida andra make henne med skilsmässa så att hon kunde avsluta studierna.
I Tokyo kom hon i kontakt med den japanska blåstrumperörelsen, Seito-sha. Hon skrev för deras tidning Seito och blev senare chefredaktör för den.
Hon översatte västerländska radikala författare och filosofer till japanska, bland annat samtliga texter av Emma Goldman. Hon träffade Bertrand Russell och dennes hustru Dora i Japan 1921. Dora Russell frågade Ito Noe om hon inte var rädd att myndigheterna skulle göra något mot henne. Ito Noe svarade att hon inte var rädd eftersom hon visste att de skulle göra något mot henne, förr eller senare.

### Svartsjukedramat
I enlighet med den anarkistiska filosofin praktiserade Ito Noe och andra i hennes kretsar fri kärlek. Hon hade därför ett öppet förhållande med en annan känd anarkist, Sakae Osugi, som var gift och hade ytterligare en älskarinna, feministen Masaoka Itsuko. Masaoko Itsuko attackerade Sakae Osugi med kniv år 1916, natten efter ett bråk mellan de båda och Ito Noe. Sakae Osugi fick luftstrupen punkterad och Masaoko Itsuko fick två års fängelse. Händelsen uppmärksammades av massmedia och Sakae Osugi kritiserades även av den egna rörelsen som menade att han gav dem dåligt rykte. Hans fru tog ut skilsmässa och därefter var han och Ito Noe ett par. Ito Noe fick fyra barn med Sakae Osugi, det första tio månader efter knivdådet och det sista bara några månader före deras död.

### Amakasuincidenten

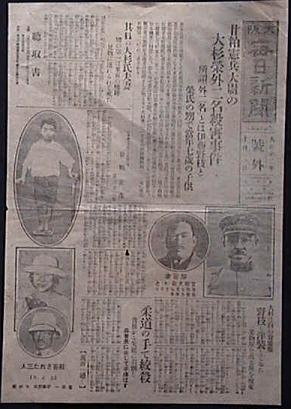
Tidningen Mainichi Shimbun om Amakusuincidenten.

Kaoset efter Stora Kanto-jordbävningen 1923, som bland annat drabbade Tokyo hårt, utnyttjades av Japans militära polis för att rensa ut vänsteraktivister. En av de mördade var Noe Ito den 23 september 1923 i Tokyo. Hennes make, Sakae Osugis och den sistnämndes nioåriga brorsdotters kroppar hittades i en brunn. Bland annat på grund av att ett barn drabbades väckte händelsen stor upprördhet i Japan. Dessutom var barnet amerikansk medborgare och både Noe Ito och Sakae Osugi var etablerade aktivister som var välkända radikala ledare i Japan. Morden döptes till Amakasuincidenten efter den ansvarige officeren Masahiko Amakasu. Han dömdes till tio års fängelse men frigavs efter tre år och fortsatte sin militära karriär.

## Övrigt
Den japanska regissören Yoshishige Yoshida film Erosu purasu Gyakusatsu, ungefär Eros plus massaker, behandlar bland annat  svartsjukedramat och Noe Itos och Sakae Osugis relation.